# Сребърен флот
Сребърен или златен флот (на испански: Flota de Indias; буквално „флот на Индиите“) e военно-транспортна флотилия на Испанската колониална империя за превозване от американските колонии в Европа на ценности – преимуществено сребро от рудниците на Потоси, а също злато, диаманти, подправки, тютюн и коприна.
Създаването на флота на Индиите се отнася към 1520-те години, когато с цел отблъскване на разбойните нападения върху превозващите съкровища търговски съдове краля нарежда плаванията да бъдат в конвои охранявани от военни кораби. Флота на Индиите е задействван както в Тихия океан (виж манилските галеони), така и в Атлантика, където негово основно звено е базираният в Хавана т.нар. „Карибски флот“.
Монопсонията върху американските суровини служи за основен източник на доход за испанската хазна в периода 16 – 18 век. Контрола над превозваните товари е възложен на севилската фактория под името „Търговска палата“. Както може да се съди по данните от архива на Индиите, количеството и качеството на внасяните в Испания товари е умишлено занижаване, процъфтява контрабандата.
През 17 век, особено в годините на Войната за испанското наследство, Източноиндският флот, окомплектован със слабоманевренни галеони, става мишена на нападенията на английските моряци. Освен същинският кралски флот, големи щети на търговското мореходство в Западните Индии нанасят и буканирите с английски произход, с одобрението на британските власти базирани в Порт Роял на остров Ямайка.
В хода на Войната за ухото на Дженкинс англичаните се опитват за завоюват плацдарм близо до Панамския провлак – в Картахена или Портобело. Дълговременната отбрана на тези ключови пристанища за определено време парализира сребърният флот. След края на войната вместо огромните флотове, курсиращи между няколко порта, испанците започват да превозват товарите си с неголеми ескадри. Мрежата пристанища, които са задействани за това също е разширена, а значението на всяко едно от тях поотделно намалява.
Някои от потопените кораби на западноиндийския флот са изследвани през 20 век от морски археолози, а в отделни случаи и извадени от морското дъно, което позволява значително да се коригират историческите сведения за състава и обема на внасяните от Новия Свят съкровища.